# Équipe d'Angleterre féminine de football à la Coupe du monde 2019
L'équipe d'Angleterre féminine de football participe à la Coupe du monde de 2019 organisée en France du 7 juin 2019 au 7 juillet 2019.

## Qualification
L'Angleterre se qualifie grâce à sa première place dans le groupe 1 des éliminatoires de la zone Europe. Elle a gagné sept de ses huit matchs avec un match nul contre le pays de Galles.

## Préparation

### Maillot
Pendant la Coupe du Monde féminine 2019, l'équipe d'Angleterre porte un maillot confectionné par l'équipementier Nike. Le maillot domicile est en blanc avec seulement quelques marques rouges comme sur le logo Nike ou aux extrémités des manches. Le maillot extérieur est rouge avec des motifs formés par un rouge plus foncé et représentant des fleurs et de la végétation.

## Joueuses et encadrement technique
La sélection finale est annoncée le 8 mai 2019.

## Compétition
Pour un article plus général, voir Coupe du monde féminine de football 2019.

### Format et tirage au sort
Les 24 équipes qualifiées pour la Coupe du monde sont réparties en quatre chapeaux de six équipes. Lors du tirage au sort, six groupes de quatre équipes sont formés, les quatre équipes de chaque groupe provenant chacune d'un chapeau différent. Celles-ci s'affrontent une fois chacune : à la fin des trois journées, les deux premiers de chaque groupe sont qualifiés pour les huitièmes de finale, ainsi que les quatre meilleurs troisième de groupe.
L'Angleterre est placée dans le chapeau 3. Celui-ci est composé des équipes nord-américaines (États-Unis et Canada) aux côtés de trois européennes (France, Allemagne et Angleterre) et d'un des deux représentants de l'Océanie, l'Australie.
Le tirage donne alors pour adversaires l'Écosse, le Japon et l'Argentine.

### Premier tour - Groupe D
| Rang | Équipe     | Pts | J | G | N | P | Bp | Bc | Diff |
| ---- | ---------- | --- | - | - | - | - | -- | -- | ---- |
| 1    | Angleterre | 9   | 3 | 3 | 0 | 0 | 5  | 1  | +4   |
| 2    | Japon      | 4   | 3 | 1 | 1 | 1 | 2  | 3  | -1   |
| 3    | Argentine  | 2   | 3 | 0 | 2 | 1 | 3  | 4  | -1   |
| 4    | Écosse     | 1   | 3 | 0 | 1 | 2 | 5  | 7  | -2   |

#### Angleterre - Écosse
| Match 7           | Angleterre                             | 2 - 1   | Écosse                     | Stade de Nice, Nice                            |                                                |
| 9 juin 2019 18:00 | Parris 14e (pen.) · (Kirby ) White 40e | (2 - 0) | 79e Emslie ( Evans)        | Spectateurs : 13 188 Arbitrage : Jana Adámková | Spectateurs : 13 188 Arbitrage : Jana Adámková |
| 9 juin 2019 18:00 |                                        | Rapport | 43e Beattie · 47e Docherty | Spectateurs : 13 188 Arbitrage : Jana Adámková | Spectateurs : 13 188 Arbitrage : Jana Adámková |

| Angleterre | Écosse |

| ANGLETERRE :    |    |                 |  |     |
|                 |    |                 |  |     |
| Gardien de but  | 1  | Karen Bardsley  |  |     |
|                 | 2  | Lucy Bronze     |  |     |
|                 | 5  | Steph Houghton  |  |     |
|                 | 6  | Millie Bright   |  | 55e |
|                 | 3  | Alex Greenwood  |  |     |
|                 | 4  | Keira Walsh     |  |     |
|                 | 10 | Fran Kirby      |  | 82e |
|                 | 8  | Jill Scott      |  |     |
|                 | 7  | Nikita Parris   |  |     |
|                 | 18 | Ellen White     |  |     |
|                 | 22 | Beth Mead       |  | 71e |
| Remplaçantes :  |    |                 |  |     |
|                 | 15 | Abbie McManus   |  | 55e |
|                 | 20 | Karen Carney    |  | 71e |
|                 | 19 | Georgia Stanway |  | 82e |
| Sélectionneur : |    |                 |  |     |
| Phil Neville    |    |                 |  |     |

| ÉCOSSE :         |    |                  |     |     |
|                  |    |                  |     |     |
| Gardien de but   | 1  | Lee Alexander    |     |     |
|                  | 15 | Sophie Howard    |     | 75e |
|                  | 4  | Rachel Corsie    |     |     |
|                  | 5  | Jennifer Beattie | 43e |     |
|                  | 3  | Nicola Docherty  | 47e | 55e |
|                  | 8  | Kim Little       |     |     |
|                  | 16 | Christie Murray  |     | 87e |
|                  | 9  | Caroline Weir    |     |     |
|                  | 11 | Lisa Evans       |     |     |
|                  | 18 | Claire Emslie    |     |     |
|                  | 22 | Erin Cuthbert    |     |     |
| Remplaçantes :   |    |                  |     |     |
|                  | 2  | Kirsty Smith     |     | 55e |
|                  | 14 | Chloe Arthur     |     | 75e |
|                  | 23 | Lizzie Arnot     |     | 87e |
| Sélectionneuse : |    |                  |     |     |
| Shelley Kerr     |    |                  |     |     |

| Assistantes : Lucie Ratajová Mária Súkeníková Quatrième arbitre : Anastasia Pustovoitova Cinquième arbitre : Sanja Rođak-Karšić Arbitre vidéo : Felix Zwayer Assistants arbitre vidéo : Paweł Gil Ekaterina Kurochkina Femme du Match : Nikita Parris |

#### Angleterre - Argentine
| Match 20           | Angleterre         | 1 - 0   | Argentine                 | Stade Océane, Le Havre                                                  |                                                                         |
| 14 juin 2019 21:00 | (Mead ) Taylor 62e | (0 - 0) |                           | Spectateurs : 20 294 Arbitrage : Qin Liang Arbitre vidéo : Felix Zwayer | Spectateurs : 20 294 Arbitrage : Qin Liang Arbitre vidéo : Felix Zwayer |
| 14 juin 2019 21:00 | Moore 45+2e        | Rapport | 39e Cometti · 69e Barroso | Spectateurs : 20 294 Arbitrage : Qin Liang Arbitre vidéo : Felix Zwayer | Spectateurs : 20 294 Arbitrage : Qin Liang Arbitre vidéo : Felix Zwayer |

| Angleterre | Argentine |

| ANGLETERRE :    |    |                 |       |     |
|                 |    |                 |       |     |
| Gardien de but  | 13 | Carly Telford   |       |     |
|                 | 2  | Lucy Bronze     |       |     |
|                 | 5  | Steph Houghton  |       |     |
|                 | 15 | Abbie McManus   |       |     |
|                 | 3  | Alex Greenwood  |       |     |
|                 | 22 | Beth Mead       |       | 81e |
|                 | 16 | Jade Moore      | 45+2e |     |
|                 | 8  | Jill Scott      |       |     |
|                 | 10 | Fran Kirby      |       | 89e |
|                 | 9  | Jodie Taylor    |       |     |
|                 | 7  | Nikita Parris   |       | 87e |
| Remplaçantes :  |    |                 |       |     |
|                 | 19 | Georgia Stanway |       | 81e |
|                 | 17 | Rachel Daly     |       | 87e |
|                 | 20 | Karen Carney    |       | 89e |
| Sélectionneur : |    |                 |       |     |
| Phil Neville    |    |                 |       |     |

| ARGENTINE :     |    |                      |     |     |
|                 |    |                      |     |     |
| Gardien de but  | 1  | Vanina Correa        |     |     |
|                 | 4  | Adriana Sachs        |     |     |
|                 | 2  | Agustina Barroso     | 69e |     |
|                 | 6  | Aldana Cometti       | 39e |     |
|                 | 3  | Eliana Stábile       |     |     |
|                 | 14 | Miriam Mayorga       |     |     |
|                 | 8  | Ruth Bravo           |     |     |
|                 | 16 | Lorena Benítez       |     | 77e |
|                 | 10 | Estefanía Banini     |     | 68e |
|                 | 11 | Florencia Bonsegundo |     |     |
|                 | 9  | Sole Jaimes          |     | 90e |
| Remplaçantes :  |    |                      |     |     |
|                 | 19 | Mariana Larroquette  |     | 68e |
|                 | 5  | Vanesa Santana       |     | 77e |
|                 | 7  | Yael Oviedo          |     | 90e |
| Sélectionneur : |    |                      |     |     |
| Carlos Borrello |    |                      |     |     |

| Assistantes : Fang Yan Kim Kyong Min Quatrième arbitre : Ri Hyang Ok Cinquième arbitre : Hong Kum Nyo Arbitre vidéo : Felix Zwayer Assistants arbitre vidéo : Katrin Rafalski Sascha Stegemann Femme du Match : Vanina Correa |

#### Japon - Angleterre
| Match 31           | Japon   | 0 - 2   | Angleterre                                 | Stade de Nice, Nice                                                                        |                                                                                            |
| 19 juin 2019 21:00 |         | (0 - 1) | 14e White (Stanway ) · 84e White (Carney ) | Spectateurs : 14 319 Arbitrage : Claudia Umpierrez Arbitre vidéo : Carlos del Cerro Grande | Spectateurs : 14 319 Arbitrage : Claudia Umpierrez Arbitre vidéo : Carlos del Cerro Grande |
| 19 juin 2019 21:00 | Rapport |         |                                            | Spectateurs : 14 319 Arbitrage : Claudia Umpierrez Arbitre vidéo : Carlos del Cerro Grande | Spectateurs : 14 319 Arbitrage : Claudia Umpierrez Arbitre vidéo : Carlos del Cerro Grande |

| Japon | Angleterre |

| JAPON :          |    |                  |  |     |
|                  |    |                  |  |     |
| Gardien de but   | 18 | Ayaka Yamashita  |  |     |
|                  | 22 | Risa Shimizu     |  |     |
|                  | 4  | Saki Kumagai     |  |     |
|                  | 5  | Nana Ichise      |  |     |
|                  | 3  | Aya Sameshima    |  |     |
|                  | 11 | Rikako Kobayashi |  | 62e |
|                  | 7  | Emi Nakajima     |  |     |
|                  | 6  | Hina Sugita      |  |     |
|                  | 19 | Jun Endo         |  | 85e |
|                  | 20 | Kumi Yokoyama    |  | 61e |
|                  | 8  | Mana Iwabuchi    |  |     |
| Remplaçantes :   |    |                  |  |     |
|                  | 9  | Yuika Sugasawa   |  | 61e |
|                  | 17 | Narumi Miura     |  | 62e |
|                  | 13 | Saori Takarada   |  | 85e |
| Sélectionneuse : |    |                  |  |     |
| Asako Takakura   |    |                  |  |     |

| ANGLETERRE :    |    |                 |  |     |
|                 |    |                 |  |     |
| Gardien de but  | 1  | Karen Bardsley  |  |     |
|                 | 2  | Lucy Bronze     |  |     |
|                 | 5  | Steph Houghton  |  |     |
|                 | 6  | Millie Bright   |  |     |
|                 | 12 | Demi Stokes     |  |     |
|                 | 8  | Jill Scott      |  |     |
|                 | 4  | Keira Walsh     |  | 72e |
|                 | 19 | Georgia Stanway |  | 74e |
|                 | 17 | Rachel Daly     |  |     |
|                 | 18 | Ellen White     |  |     |
|                 | 11 | Toni Duggan     |  | 83e |
| Remplaçantes :  |    |                 |  |     |
|                 | 16 | Jade Moore      |  | 72e |
|                 | 20 | Karen Carney    |  | 74e |
|                 | 7  | Nikita Parris   |  | 83e |
| Sélectionneur : |    |                 |  |     |
| Phil Neville    |    |                 |  |     |

| Assistantes : Luciana Mascarana Monica Amboya Quatrième arbitre : Maria Carvajal Cinquième arbitre : Queency Victoire Arbitre vidéo : Carlos del Cerro Grande Assistants arbitre vidéo : Leslie Vasquez Jose Maria Sanchez Femme du Match : Ellen White |

### Phase à élimination directe

#### Huitième de finale: Angleterre - Cameroun
| Match 39           | Angleterre                                                               | 3 - 0   | Cameroun                   | Stade du Hainaut, Valenciennes                                             |                                                                            |
| 23 juin 2019 17:30 | ( Duggan) Houghton 14e · ( Bronze) White 45+4e · ( Duggan) Greenwood 58e | (2 - 0) |                            | Spectateurs : 20 148 Arbitrage : Qin Liang Arbitre vidéo : Bastian Dankert | Spectateurs : 20 148 Arbitrage : Qin Liang Arbitre vidéo : Bastian Dankert |
| 23 juin 2019 17:30 |                                                                          | Rapport | 4e Leuko · 90+10e Takounda | Spectateurs : 20 148 Arbitrage : Qin Liang Arbitre vidéo : Bastian Dankert | Spectateurs : 20 148 Arbitrage : Qin Liang Arbitre vidéo : Bastian Dankert |

| Angleterre | Cameroun |

| ANGLETERRE :     |    |                 |  |     |
|                  |    |                 |  |     |
| Gardien de but   | 1  | Karen Bardsley  |  |     |
|                  | 2  | Lucy Bronze     |  |     |
|                  | 5  | Steph Houghton  |  |     |
|                  | 6  | Millie Bright   |  |     |
|                  | 3  | Alex Greenwood  |  |     |
|                  | 4  | Keira Walsh     |  |     |
|                  | 10 | Fran Kirby      |  |     |
|                  | 8  | Jill Scott      |  | 78e |
|                  | 7  | Nikita Parris   |  | 84e |
|                  | 18 | Ellen White     |  | 64e |
|                  | 11 | Toni Duggan     |  |     |
| Remplaçantes :   |    |                 |  |     |
|                  | 9  | Jodie Taylor    |  | 64e |
|                  | 23 | Lucy Staniforth |  | 78e |
|                  | 14 | Leah Williamson |  | 84e |
| Sélectionneuse : |    |                 |  |     |
| Phil Neville     |    |                 |  |     |

| CAMEROUN :      |    |                    |        |     |
|                 |    |                    |        |     |
| Gardien de but  | 1  | Annette Ngo Ndom   |        |     |
|                 | 4  | Yvonne Leuko       | 4e     |     |
|                 | 5  | Augustine Ejangue  |        | 64e |
|                 | 6  | Estelle Johnson    |        |     |
|                 | 11 | Aurelle Awona      |        |     |
|                 | 8  | Raissa Feudjio     |        |     |
|                 | 22 | Michaela Abam      |        | 68e |
|                 | 10 | Jeannette Yango    |        |     |
|                 | 3  | Ajara Nchout       |        |     |
|                 | 7  | Gabrielle Onguéné  |        |     |
|                 | 17 | Gaëlle Enganamouit |        | 53e |
| Remplaçantes :  |    |                    |        |     |
|                 | 21 | Alexandra Takounda | 90+10e | 53e |
|                 | 15 | Ysis Sonkeng       |        | 64e |
|                 | 14 | Ninon Abena        |        | 68e |
| Sélectionneur : |    |                    |        |     |
| Alain Djeumfa   |    |                    |        |     |

| Assistantes : Fang Yan Hong Kum Nyo Quatrième arbitre : Ri Hyang Ok Arbitre vidéo : Bastian Dankert Assistants arbitre vidéo : Michelle O Neill Mohammed Abdulla Mohammed Femme du Match : Steph Houghton |

#### Quart de finale: Norvège - Angleterre
| Match 45           | Norvège          | 0 - 3   | Angleterre                                                    | Stade Océane, Le Havre                          |                                                 |
| 27 juin 2019 21:00 |                  | (0 - 2) | 3e Scott ( Bronze) · 40e White ( Parris) · 57e Bronze ( Mead) | Spectateurs : 21 111 Arbitrage : Lucila Venegas | Spectateurs : 21 111 Arbitrage : Lucila Venegas |
| 27 juin 2019 21:00 | Thorisdottir 88e | Rapport |                                                               | Spectateurs : 21 111 Arbitrage : Lucila Venegas | Spectateurs : 21 111 Arbitrage : Lucila Venegas |

| Norvège | Angleterre |

| NORVEGE :       |    |                            |     |     |
|                 |    |                            |     |     |
| Gardien de but  | 1  | Ingrid Hjelmseth           |     |     |
|                 | 2  | Ingrid Moe Wold            |     | 85e |
|                 | 3  | Maria Thorisdottir         | 88e |     |
|                 | 6  | Maren Mjelde               |     |     |
|                 | 8  | Vilde Bøe Risa             |     |     |
|                 | 9  | Isabell Herlovsen          |     |     |
|                 | 10 | Caroline Graham Hansen     |     |     |
|                 | 14 | Ingrid Syrstad Engen       |     |     |
|                 | 16 | Guro Reiten                |     | 74e |
|                 | 17 | Kristine Minde             |     |     |
|                 | 21 | Karina Sævik               |     | 64e |
| Remplaçantes :  |    |                            |     |     |
|                 | 11 | Lisa-Marie Karlseng Utland |     | 64e |
|                 | 15 | Amalie Eikeland            |     | 74e |
|                 | 5  | Synne Skinnes Hansen       |     | 85e |
| Sélectionneur : |    |                            |     |     |
| Martin Sjögren  |    |                            |     |     |

| ANGLETERRE :    |    |                 |  |     |
|                 |    |                 |  |     |
| Gardien de but  | 1  | Karen Bardsley  |  |     |
|                 | 2  | Lucy Bronze     |  |     |
|                 | 4  | Keira Walsh     |  |     |
|                 | 5  | Steph Houghton  |  |     |
|                 | 6  | Millie Bright   |  |     |
|                 | 7  | Nikita Parris   |  | 88e |
|                 | 8  | Jill Scott      |  |     |
|                 | 10 | Fran Kirby      |  | 74e |
|                 | 11 | Toni Duggan     |  | 54e |
|                 | 12 | Demi Stokes     |  |     |
|                 | 18 | Ellen White     |  |     |
| Remplaçantes :  |    |                 |  |     |
|                 | 22 | Beth Mead       |  | 54e |
|                 | 19 | Georgia Stanway |  | 74e |
|                 | 17 | Rachel Daly     |  | 88e |
| Sélectionneur : |    |                 |  |     |
| Phil Neville    |    |                 |  |     |

| Assistantes : Mayte Chavez Enedina Caudillo Quatrième arbitre : Katalin Kulcsar Cinquième arbitre : Sanja Rodak Arbitre vidéo : Massimiliano Irrati Assistants arbitre vidéo : Manuela Nicolosi Paolo Valeri Femme du Match : Lucy Bronze |

#### Demi-finale: Angleterre - États-Unis
| Match 49             | Angleterre                       | 1 – 2   | États-Unis                                | Stade de Lyon, Lyon                                  |                                                      |
| 2 juillet 2019 21:00 | (Mead ) White 19e · Houghton 84e | (1 - 2) | 10e Press ( O'Hara) · 31e Morgan ( Horan) | Spectateurs : 53 512 Arbitrage : Edina Alves Batista | Spectateurs : 53 512 Arbitrage : Edina Alves Batista |
| 2 juillet 2019 21:00 | Bright 40e, 86e · Parris 90+5e   | Rapport | 46e Horan · 82e Sauerbrunn                | Spectateurs : 53 512 Arbitrage : Edina Alves Batista | Spectateurs : 53 512 Arbitrage : Edina Alves Batista |

| Angleterre | États-Unis |

| ANGLETERRE :    |    |                    |          |     |
|                 |    |                    |          |     |
| Gardien de but  | 13 | Carly Telford      |          |     |
|                 | 12 | Demi Stokes        |          |     |
|                 | 6  | Millie Bright      | 40e, 86e |     |
|                 | 5  | Stephanie Houghton | 84e      |     |
|                 | 2  | Lucy Bronze        |          |     |
|                 | 17 | Rachel Daly        |          | 89e |
|                 | 22 | Bethany Mead       |          | 58e |
|                 | 8  | Jill Scott         |          |     |
|                 | 4  | Keira Walsh        |          | 71e |
|                 | 18 | Ellen White        | 19e      |     |
|                 | 7  | Nikita Parris      | 90+5e    |     |
| Remplaçantes :  |    |                    |          |     |
|                 | 10 | Fran Kirby         |          | 58e |
|                 | 16 | Jade Moore         |          | 71e |
|                 | 19 | Georgia Stanway    |          | 89e |
| Sélectionneur : |    |                    |          |     |
| Phil Neville    |    |                    |          |     |

| ÉTATS-UNIS :     |    |                  |     |     |
|                  |    |                  |     |     |
| Gardien de but   | 1  | Alyssa Naeher    |     |     |
|                  | 19 | Crystal Dunn     |     |     |
|                  | 4  | Becky Sauerbrunn | 82e |     |
|                  | 7  | Abby Dahlkemper  |     |     |
|                  | 5  | Kelley O'Hara    |     | 87e |
|                  | 16 | Rose Lavelle     |     | 65e |
|                  | 8  | Julie Ertz       |     |     |
|                  | 9  | Lindsey Horan    | 46e |     |
|                  | 23 | Christen Press   | 10e |     |
|                  | 13 | Alex Morgan      | 31e |     |
|                  | 17 | Tobin Heath      |     | 80e |
| Remplaçantes :   |    |                  |     |     |
|                  | 3  | Sam Mewis        |     | 65e |
|                  | 10 | Carli Lloyd      |     | 80e |
|                  | 11 | Ali Krieger      |     | 87e |
| Sélectionneuse : |    |                  |     |     |
| Jill Ellis       |    |                  |     |     |

| Assistantes : Neuza Back Tatiane Sacilotti Dos Santos Camargo Quatrième arbitre : Melissa Borjas Arbitre vidéo : Carlos Del Cerro Grande Assistants arbitre vidéo : Manuela Nicolosi Tiago Martins Femme du Match : Alex Morgan |

#### Troisième place: Angleterre - Suède
| Match 51             | Angleterre         | 1 - 2   | Suède                                       | Stade de Nice, Nice                                                                  |                                                                                      |
| 6 juillet 2019 17:00 | ( Scott) Kirby 31e | (1 - 2) | 11e Asllani · 22e Jakobsson ( Blackstenius) | Spectateurs : 20 316 Arbitrage : Anastasia Pustovoitova Arbitre vidéo : Felix Zwayer | Spectateurs : 20 316 Arbitrage : Anastasia Pustovoitova Arbitre vidéo : Felix Zwayer |
| 6 juillet 2019 17:00 | Moore 90+4e        | Rapport | 85e Lindahl                                 | Spectateurs : 20 316 Arbitrage : Anastasia Pustovoitova Arbitre vidéo : Felix Zwayer | Spectateurs : 20 316 Arbitrage : Anastasia Pustovoitova Arbitre vidéo : Felix Zwayer |

| Angleterre | Suède |

| ANGLETERRE :    |    |                |       |     |
|                 |    |                |       |     |
| Gardien de but  | 13 | Carly Telford  |       |     |
|                 | 2  | Lucy Bronze    |       |     |
|                 | 5  | Steph Houghton |       |     |
|                 | 15 | Abbie McManus  |       | 83e |
|                 | 3  | Alex Greenwood |       |     |
|                 | 10 | Fran Kirby     |       |     |
|                 | 8  | Jill Scott     |       |     |
|                 | 16 | Jade Moore     | 90+4e |     |
|                 | 7  | Nikita Parris  |       | 74e |
|                 | 18 | Ellen White    |       |     |
|                 | 22 | Beth Mead      |       | 50e |
| Remplaçantes :  |    |                |       |     |
|                 | 9  | Jodie Taylor   |       | 50e |
|                 | 20 | Karen Carney   |       | 74e |
|                 | 17 | Rachel Daly    |       | 83e |
| Sélectionneur : |    |                |       |     |
| Phil Neville    |    |                |       |     |

| SUÈDE :           |    |                     |     |     |
|                   |    |                     |     |     |
| Gardien de but    | 1  | Hedvig Lindahl      | 85e |     |
|                   | 4  | Hanna Glas          |     |     |
|                   | 5  | Nilla Fischer       |     |     |
|                   | 3  | Linda Sembrant      |     |     |
|                   | 6  | Magdalena Eriksson  |     |     |
|                   | 15 | Nathalie Björn      |     | 72e |
|                   | 9  | Kosovare Asllani    |     | 46e |
|                   | 17 | Caroline Seger      |     |     |
|                   | 10 | Sofia Jakobsson     |     |     |
|                   | 11 | Stina Blackstenius  |     |     |
|                   | 18 | Fridolina Rolfö     |     | 27e |
| Remplaçantes :    |    |                     |     |     |
|                   | 8  | Lina Hurtig         |     | 27e |
|                   | 16 | Julia Zigiotti Olme |     | 46e |
|                   | 13 | Amanda Ilestedt     |     | 72e |
| Sélectionneur :   |    |                     |     |     |
| Peter Gerhardsson |    |                     |     |     |

| Assistantes : Ekaterina Kurochkina Petruta Iugulescu Quatrième arbitre : Kate Jacewicz Arbitre vidéo : Felix Zwayer Assistants arbitre vidéo : Kathryn Nesbitt Bastian Dankert Femme du Match : Sofia Jakobsson |

## Temps de jeu
| Joueuses            |            |            |            |            |            |            |            | TT         | But inscrit | Passe décisive | MJ         | MT         | Légende |
| ------------------- | ---------- | ---------- | ---------- | ---------- | ---------- | ---------- | ---------- | ---------- | ----------- | -------------- | ---------- | ---------- | --- |
| Gardiennes          | Gardiennes | Gardiennes | Gardiennes | Gardiennes | Gardiennes | Gardiennes | Gardiennes | Gardiennes | Gardiennes  | Gardiennes     | Gardiennes | Gardiennes | Abréviations et symboles : TT : Total de minutes jouées MJ : Nombre de matchs joués MT : Matchs joués en tant que titulaire : but : passe décisive : joueuse entrée : joueuse remplacée : capitaine : carton jaune : carton rouge |
| Karen Bardsley      | 90         | -          | 90         | 90         | 90         | -          | -          | 360        | -           | -              | 4          | 4          | Abréviations et symboles : TT : Total de minutes jouées MJ : Nombre de matchs joués MT : Matchs joués en tant que titulaire : but : passe décisive : joueuse entrée : joueuse remplacée : capitaine : carton jaune : carton rouge |
| Carly Telford       | -          | 90         | -          | -          | -          | 90         | 90         | 270        | -           | -              | 3          | 3          | Abréviations et symboles : TT : Total de minutes jouées MJ : Nombre de matchs joués MT : Matchs joués en tant que titulaire : but : passe décisive : joueuse entrée : joueuse remplacée : capitaine : carton jaune : carton rouge |
| Mary Earps          | -          | -          | -          | -          | -          | -          | -          | -          | -           | -              | -          | -          | Abréviations et symboles : TT : Total de minutes jouées MJ : Nombre de matchs joués MT : Matchs joués en tant que titulaire : but : passe décisive : joueuse entrée : joueuse remplacée : capitaine : carton jaune : carton rouge |
| Défenseures         |            |            |            |            |            |            |            |            |             |                |            |            | Abréviations et symboles : TT : Total de minutes jouées MJ : Nombre de matchs joués MT : Matchs joués en tant que titulaire : but : passe décisive : joueuse entrée : joueuse remplacée : capitaine : carton jaune : carton rouge |
| Lucy Bronze         | 90         | 90         | 90         | 90         | 90         | 90         | 90         | 630        | 1           | 2              | 7          | 7          | Abréviations et symboles : TT : Total de minutes jouées MJ : Nombre de matchs joués MT : Matchs joués en tant que titulaire : but : passe décisive : joueuse entrée : joueuse remplacée : capitaine : carton jaune : carton rouge |
| Alex Greenwood      | 90         | 90         | -          | 90         | -          | -          | 90         | 360        | 1           | -              | 4          | 4          | Abréviations et symboles : TT : Total de minutes jouées MJ : Nombre de matchs joués MT : Matchs joués en tant que titulaire : but : passe décisive : joueuse entrée : joueuse remplacée : capitaine : carton jaune : carton rouge |
| Steph Houghton      | 90         | 90         | 90         | 90         | 90         | 90         | 90         | 630        | 1           | -              | 7          | 7          | Abréviations et symboles : TT : Total de minutes jouées MJ : Nombre de matchs joués MT : Matchs joués en tant que titulaire : but : passe décisive : joueuse entrée : joueuse remplacée : capitaine : carton jaune : carton rouge |
| Millie Bright       | 55         | -          | 90         | 90         | 90         | 86         | -          | 411        | -           | -              | 5          | 5          | Abréviations et symboles : TT : Total de minutes jouées MJ : Nombre de matchs joués MT : Matchs joués en tant que titulaire : but : passe décisive : joueuse entrée : joueuse remplacée : capitaine : carton jaune : carton rouge |
| Demi Stokes         | -          | -          | 90         | -          | 90         | 90         | -          | 270        | -           | -              | 3          | 3          | Abréviations et symboles : TT : Total de minutes jouées MJ : Nombre de matchs joués MT : Matchs joués en tant que titulaire : but : passe décisive : joueuse entrée : joueuse remplacée : capitaine : carton jaune : carton rouge |
| Leah Williamson     | -          | -          | -          | 6          | -          | -          | -          | 6          | -           | -              | 1          | -          | Abréviations et symboles : TT : Total de minutes jouées MJ : Nombre de matchs joués MT : Matchs joués en tant que titulaire : but : passe décisive : joueuse entrée : joueuse remplacée : capitaine : carton jaune : carton rouge |
| Abbie McManus       | 35         | 90         | -          | -          | -          | -          | 83         | 208        | -           | -              | 3          | 2          | Abréviations et symboles : TT : Total de minutes jouées MJ : Nombre de matchs joués MT : Matchs joués en tant que titulaire : but : passe décisive : joueuse entrée : joueuse remplacée : capitaine : carton jaune : carton rouge |
| Rachel Daly         | -          | 3          | 90         | -          | 2          | 89         | 7          | 191        | -           | -              | 5          | 2          | Abréviations et symboles : TT : Total de minutes jouées MJ : Nombre de matchs joués MT : Matchs joués en tant que titulaire : but : passe décisive : joueuse entrée : joueuse remplacée : capitaine : carton jaune : carton rouge |
| Milieux             |            |            |            |            |            |            |            |            |             |                |            |            | Abréviations et symboles : TT : Total de minutes jouées MJ : Nombre de matchs joués MT : Matchs joués en tant que titulaire : but : passe décisive : joueuse entrée : joueuse remplacée : capitaine : carton jaune : carton rouge |
| Keira Walsh         | 90         | -          | 72         | 90         | 90         | 71         | -          | 413        | -           | -              | 5          | 5          | Abréviations et symboles : TT : Total de minutes jouées MJ : Nombre de matchs joués MT : Matchs joués en tant que titulaire : but : passe décisive : joueuse entrée : joueuse remplacée : capitaine : carton jaune : carton rouge |
| Jill Scott          | 90         | 90         | 90         | 78         | 90         | 90         | 90         | 618        | 1           | 1              | 7          | 7          | Abréviations et symboles : TT : Total de minutes jouées MJ : Nombre de matchs joués MT : Matchs joués en tant que titulaire : but : passe décisive : joueuse entrée : joueuse remplacée : capitaine : carton jaune : carton rouge |
| Jade Moore          | -          | 90         | 18         | -          | -          | 19         | 90         | 217        | -           | -              | 4          | 2          | Abréviations et symboles : TT : Total de minutes jouées MJ : Nombre de matchs joués MT : Matchs joués en tant que titulaire : but : passe décisive : joueuse entrée : joueuse remplacée : capitaine : carton jaune : carton rouge |
| Georgia Stanway     | 8          | 9          | 74         | -          | 16         | 1          | -          | 108        | -           | 1              | 5          | 1          | Abréviations et symboles : TT : Total de minutes jouées MJ : Nombre de matchs joués MT : Matchs joués en tant que titulaire : but : passe décisive : joueuse entrée : joueuse remplacée : capitaine : carton jaune : carton rouge |
| Karen Carney        | 19         | 1          | 16         | -          | -          | -          | 16         | 52         | -           | 1              | 4          | -          | Abréviations et symboles : TT : Total de minutes jouées MJ : Nombre de matchs joués MT : Matchs joués en tant que titulaire : but : passe décisive : joueuse entrée : joueuse remplacée : capitaine : carton jaune : carton rouge |
| Lucy Staniforth     | -          | -          | -          | 12         | -          | -          | -          | 12         | -           | -              | 1          | -          | Abréviations et symboles : TT : Total de minutes jouées MJ : Nombre de matchs joués MT : Matchs joués en tant que titulaire : but : passe décisive : joueuse entrée : joueuse remplacée : capitaine : carton jaune : carton rouge |
| Attaquantes         |            |            |            |            |            |            |            |            |             |                |            |            | Abréviations et symboles : TT : Total de minutes jouées MJ : Nombre de matchs joués MT : Matchs joués en tant que titulaire : but : passe décisive : joueuse entrée : joueuse remplacée : capitaine : carton jaune : carton rouge |
| Nikita Parris       | 90         | 87         | 7          | 84         | 88         | 90         | 74         | 520        | 1           | 1              | 7          | 6          | Abréviations et symboles : TT : Total de minutes jouées MJ : Nombre de matchs joués MT : Matchs joués en tant que titulaire : but : passe décisive : joueuse entrée : joueuse remplacée : capitaine : carton jaune : carton rouge |
| Jodie Taylor        | -          | 90         | -          | 26         | -          | -          | 40         | 156        | 1           | -              | 3          | 1          | Abréviations et symboles : TT : Total de minutes jouées MJ : Nombre de matchs joués MT : Matchs joués en tant que titulaire : but : passe décisive : joueuse entrée : joueuse remplacée : capitaine : carton jaune : carton rouge |
| Fran Kirby          | 82         | 89         | -          | 90         | 74         | 32         | 90         | 457        | 1           | 1              | 6          | 5          | Abréviations et symboles : TT : Total de minutes jouées MJ : Nombre de matchs joués MT : Matchs joués en tant que titulaire : but : passe décisive : joueuse entrée : joueuse remplacée : capitaine : carton jaune : carton rouge |
| Toni Duggan         | -          | -          | 83         | 90         | 54         | -          | -          | 227        | -           | 2              | 3          | 3          | Abréviations et symboles : TT : Total de minutes jouées MJ : Nombre de matchs joués MT : Matchs joués en tant que titulaire : but : passe décisive : joueuse entrée : joueuse remplacée : capitaine : carton jaune : carton rouge |
| Ellen White         | 90         | -          | 90         | 64         | 90         | 90         | 90         | 514        | 6           | -              | 6          | 6          | Abréviations et symboles : TT : Total de minutes jouées MJ : Nombre de matchs joués MT : Matchs joués en tant que titulaire : but : passe décisive : joueuse entrée : joueuse remplacée : capitaine : carton jaune : carton rouge |
| Beth Mead           | 71         | 81         | -          | -          | 36         | 58         | 50         | 296        | -           | 3              | 5          | 4          | Abréviations et symboles : TT : Total de minutes jouées MJ : Nombre de matchs joués MT : Matchs joués en tant que titulaire : but : passe décisive : joueuse entrée : joueuse remplacée : capitaine : carton jaune : carton rouge |
| Total               |            |            |            |            |            |            |            |            |             |                |            |            | Abréviations et symboles : TT : Total de minutes jouées MJ : Nombre de matchs joués MT : Matchs joués en tant que titulaire : but : passe décisive : joueuse entrée : joueuse remplacée : capitaine : carton jaune : carton rouge |
| Équipe d'Angleterre | 90         | 90         | 90         | 90         | 90         | 90         | 90         | 660        | 13          | 12             | 7          | -          | Abréviations et symboles : TT : Total de minutes jouées MJ : Nombre de matchs joués MT : Matchs joués en tant que titulaire : but : passe décisive : joueuse entrée : joueuse remplacée : capitaine : carton jaune : carton rouge |

### Autres références
1. ↑  « Coupe du monde féminine. Découvrez tous les maillots des équipes en lice », sur ouest-france.fr, 3 juin 2019 (consulté le 30 juin 2019)
2. ↑  « Insuffisamment remise de sa fracture à la cheville, la Lyonnaise Izzy Christiansen (Angleterre) n'a pas été sélectionnée pour le Mondial 2019 », sur L'ÉQUIPE, 8 mai 2019 (consulté le 8 mai 2019)